# Xenobia Bailey
Xenobia Bailey (ur. 1955 w Seattle jako Sherilyn Bailey) – amerykańska artystka, projektantka, supernaturalistka, aktywistka kulturalna, najbardziej znana z eklektycznych, szydełkowanych kapeluszy inspirowanych stylem afrykańskim i wielkoformatowych prac szydełkowych i mandali.

## Młodość i wykształcenie
Urodziła się w 1955 roku w Seattle jako Sherilyn Bailey, ale w latach 80. XX wieku zmieniła imię na Xenobia na cześć wojowniczej królowej starożytnej Palmyry i przeprowadziła się do Nowego Jorku. Swoją karierę zawodową rozpoczęła jako projektantka kostiumów w firmie Black Arts/West, a w 1977 roku uzyskała tytuł licencjata sztuk pięknych (BFA) w zakresie wzornictwa przemysłowego w Pratt Institute w Brooklynie. Na Uniwersytecie Waszyngtońskim odkryła etnomuzykologię. Następnie kontynuowała naukę krawiectwa i kapelusznictwa w Seattle Central Community College.
Pod koniec lat 80. XX wieku pracowała w ramach programu CETA jako instruktorka sztuki, dzięki czemu poznała mistrzynię hafciarstwa Bernadette Sonona. W tym czasie Xenobia Bailey rozwinęła swoje umiejętności i nauczyła się tworzyć robótki ręczne bez użycia wzoru lub szablonu.

## Twórczość

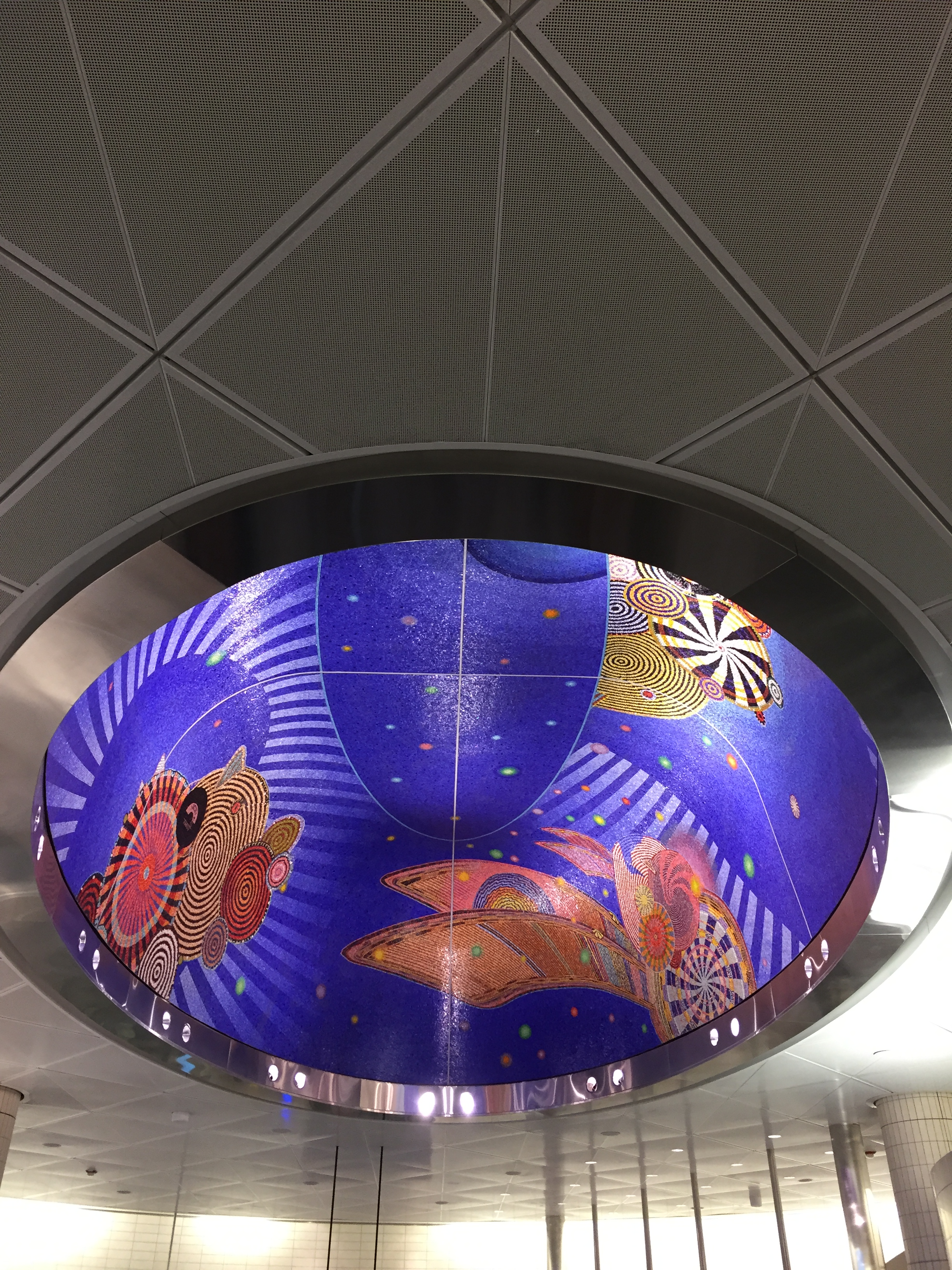
„Funktional Vibrations” – mozaika wg szydełkowego projektu Xenobii Bailey. Stacja metra 34th Street – Hudson Yards, Nowy Jork

Xenobia Bailey koncentruje się na odwołaniach do dawnych stylów afrykańskich, odtwarzając nieudokumentowane projekty i artefakty związane z kulturą współczesnych gospodyń. Jej twórczość jest inspirowana kulturą ekonomiczną i ma na celu tworzenie zrównoważonej kultury materialnej w estetyce funku. Zajmuje się rozwojem społecznym i ekonomicznym oraz zdrowiem niedostatecznie reprezentowanych społeczności wiejskich, które ucierpiały w czasie atlantyckiego handlu niewolnikami.
Technika Bailey polega na tworzeniu gobelinowych tkanin z geometrycznymi wzorami, inspirowanymi filozofiami afrykańskimi, chińskimi, indiańskimi i wschodnimi, a także estetyką funku. Jej prace nawiązują do kosmogramu Kongo, a charakterystycznym elementem jest „płynny ścieg” (ang. liquid stich) – płynna linia, sprawiająca wrażenie kapiącej wody.
Wielkoformatowe dzieła artystki, w tym mandale z kolorowymi koncentrycznymi okręgami, obejmują kostiumy, kapelusze i dekoracje ścienne, a także obrazy cyfrowe. Prace Bailey często wiążą się z projektem Paradise Under Reconstruction in the Aesthetic of Funk. Dzieło Bailey zatytułowane „Sistah Paradise Great Wall of Fire Revival Tent (Mandela Cosmic tapisery of energy flow)” zostało wystawione w Galerii Stefana Stuxa jesienią 2000 roku. Praca o wymiarach 304,8 cm wysokości i 152,4 cm średnicy została wykonana ręcznie szydełkiem z włóczek bawełniano-akrylowych.
Jako uzupełnienie tego działania w 2006 roku stworzyła wiszącą instalację zatytułowaną Mothership 1: Sistah Paradise's Great Walls of Fire Revival Tent, kierując uwagę odbiorców na kwestię braku dokumentacji historycznej dotyczącej niewolnictwa w Stanach Zjednoczonych.  
Bailey przypisuje swoją zmianę aktywności artystycznej z kapeluszy na ściany wpływowi chicagowskiego artysty Nicka Cave'a.  
W 2000 roku otrzymała nagrodę Creative Capital Award w dziedzinie sztuk wizualnych.   
Bailey była artystką rezydentką w Studio Museum w Harlemie, Society for Contemporary Craft w Pittsburghu i Marie Walsh Sharpe Art Foundation w Nowym Jorku. W ramach eksperymentalnej współpracy sponsorowanej przez Haystack Mountain School of Crafts i MIT Media Lab Bailey szydełkowała przewodem elektroluminescencyjnym. Jej prace wystawiano w Studio Museum w Harlemie, Jersey City Museum, New Museum of Contemporary Art i High Museum of Art w Atlancie.
We wrześniu 2014 roku Bailey nawiązała współpracę z uczniami szkoły średniej Boys & Girls High School w Brooklynie, aby zaprojektować i wyprodukować meble, które miały być wyposażeniem domu przy Historic Hunterfly Road Houses. Sześćdziesięcioro uczniów w wieku 14–17 lat zaprojektowało trzy elementy wyposażenia dla wyimaginowanej pary przeprowadzającej się do Brooklynu w XXI wieku, wykorzystując do tego materiały pochodzące z recyklingu.
W 2016 roku Xenobia Bailey stworzyła wielkoformatową szklaną mozaikę w budynku Metropolitan Transportation Authority na stacji metra nowojorskiego 34th Street – Hudson Yards. Praca nosi tytuł Funktional Vibrations. Bailey stworzyła na szydełku wzór mozaiki, który następnie studio Miotto Mosaic Art Studio zdigitalizowało i przekształciło w ostateczną wersję dekoracji. W tym samym roku wzięła również udział w Biennale SITE w Santa Fe. 
Bailey była artystką-rezydentką w 2018 roku Centrum Sztuki i Innowacji McColl w Charlotte w Karolinie Północnej .
W 2020 roku Bailey zaprezentowała kolejną mozaikę artystyczną zatytułowaną „Gwiazdy poranne” w nowej dzielnicy Pier District w St Petersburgu na Florydzie.
W 2020 roku Bailey zaprojektowała dekorację sufitową – kolorowe, metalowe szydełkowe mobile – na stałe zainstalowaną w Wielkiej Czytelni Martin Luther King Jr. Memorial Library w Waszyngtonie.
Latem 2021 roku Bailey zrealizowała projekt w The Winter Garden w Brookfield Place: Mothership pod nazwą Functional Frequency Environment był prezentowany 28 czerwca.
W 2024 roku Xenobia Bailey otworzyła wystawę Paradise Under Reconstruction in the Aesthetic of Funk: The Second Coming w Venus Over Manhattan. Była to jej pierwsza indywidualna wystawa w galerii w Nowym Jorku od ponad dwóch dekad, na której zaprezentowała około dwudziestu nowych i historycznych prac szydełkowych w ramach immersyjnej instalacji artystycznej.
Kapelusze Xenobii Bailey pojawiły się w reklamach United Colors of Benetton, w serialu The Cosby Show oraz w filmie Spike’a Lee pt. Rób, co należy (noszone przez Samuela L. Jacksona w roli DJ-a Mister Señor Love Daddy). W 2003 roku jej projekty zostały zaprezentowane w reklamie wódki Absolut zatytułowanej „Absolut Bailey”.

## Kolekcje
Jej prace znajdują się w stałych kolekcjach Schomburg Center for Research in Black Culture w Harlemie,  Allentown Art Museum, Museum of Contemporary Arts, Texas Fashion Collection i w Museum of Arts and Design.

## Wystawy (wybór)
indywidualne:
- 2002: Xenobia Bailey: Paradise Under Reconstruction in the Aesthetic of Funk–Phase IV (18 stycznia – 17 lutego)[34]
- 2008: Jersey City Museum(inne języki), [RE]Possessed (16 czerwca – 24 sierpnia 2008)[35][36]
- 2015: 34th St–Hudson Yards Station, Funktional Vibrations, szklana mozaika, The Studio Museum w Harlemie(inne języki) (stała instalacja 2015)[37][38]
- 2020: Morning Stars, St. Pete Pier, St. Petersburg, Floryda (stała instalacja)[25]
- 2020: Instalacja stała, Martin Luther King Jr. Memorial Library(inne języki), Waszyngton[39]

zbiorowe:
- 2015: Xenobia Bailey (1955, Seattle) jest jedną z artystek biorących udział w wystawie Fiber: Sculpture 1960–Present w ICA Boston, od 1 października do 4 stycznia 2015 r. Wystawie towarzyszy katalog w formie drukowanej[40][41]
- 2017: Studio Views: Craft in the Expanded Field, Museum of Arts and Design, Nowy Jork (24 października – 17 grudnia 2017)[42]
- 2019: Vibration & Frequency Experiment Funktional Material Culture Design Lab, Seattle w Wa Na Wari[43]

## Odznaczenia i nagrody
W roku 2000 Xenobia Bailey otrzymała grant Creative Capital za projekt Paradise Under Reconstruction in the Aesthetic of Funk.  
W 2017 roku Bailey zdobyła nagrodę Americans for the Arts Public Art Year in Review Award za dzieło Paradise Under Reconstruction in the Aesthetic of Funk: A Quantum Leap, Starting From The Top…!!! . 
W 2019 roku Bailey znalazła się wśród pierwszych laureatów nagrody BRIC Colene Brown Art Prize.